# Jardín de los Helechos de Santiago de Cuba
El Jardín de los Helechos de Santiago de Cuba o también conocido como Jardín de Helechos de la Academia de Ciencias de Santiago de Cuba es un jardín botánico de unos 3.000 m² de extensión especializado en helechos y dependiente del Centro Oriental de Biodiversidad y Ecosistemas (BIOECO) y del 
Ministerio de Ciencia, Tecnología y Medio Ambiente (CITMA) de Cuba.
El código de identificación del Jardín de los Helechos de Santiago de Cuba en el "Botanic Gardens Conservation International" (BGCI) es SCUBA.

## Localización
Se encuentra próximo a Santiago de Cuba a medio camino entre la ciudad de Santiago de Cuba y el poblado del Caney, a una altitud de 30 m s. n. m.
Jardín de Helechos de la Academia de Ciencias de Santiago de Cuba, Carretera del Caney n.º 129, Santiago de Cuba, Provincia de Santiago de Cuba, Cuba.
Planos y vistas satelitales.20°00′59.7600″N 075°48′59.7600″O / 20.016600000, -75.816600000

## Historia
El Jardín de los Helechos tiene sus inicios en 1976 como una colección privada de Manuel G. Caluff. 
En 1984, su creador lo donó a la Academia de Ciencias de Cuba, consistiendo en una colección de plantas vivas de más de 1,000 especímenes y un herbario especializado con unos 650 pliegos. 
El jardín se mantuvo en su emplazamiento original bajo la dirección del propio Caluff, asignándole un equipo de 15 jardineros para las labores de mantenimiento

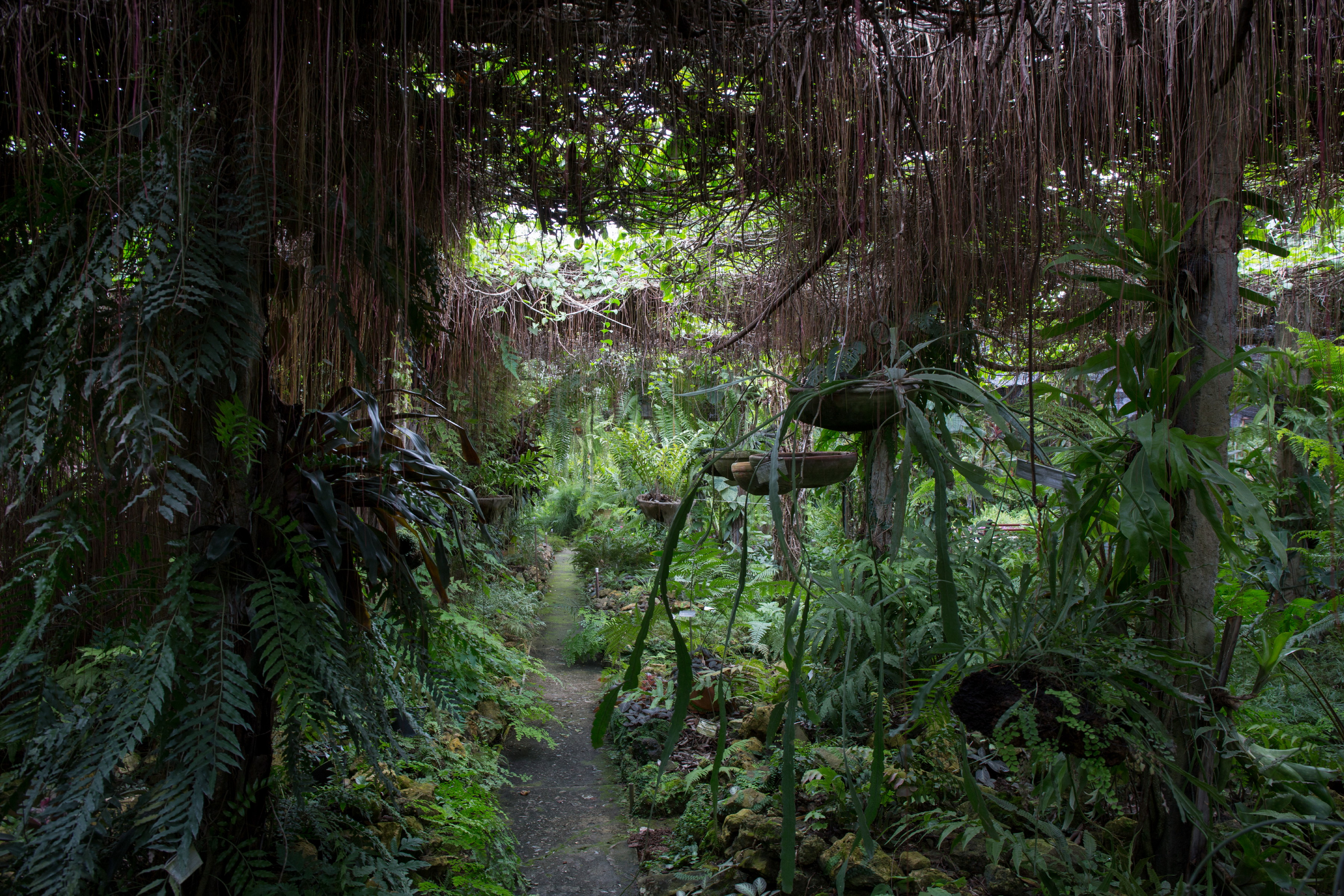
El Jardin de helechos en Santiago

## Colecciones
Las colecciones están constituidas por 350 taxones, pertenecientes a 59 géneros y a 21 familias, con más de 3000 plantas. 
De ese total, 228 son plantas autóctonas (15 endémicos y otros 6 posibles endémicos aún en estudio), provenientes de todas las regiones de Cuba y 67 son plantas exóticas representativas de diferentes partes del mundo (Platycerium, Selaginella, Davallia, Nephrolepis, Asplenium, ). 
El jardín contiene la gran mayoría de los tipos biológicos y ecológicos de las pteridofitas, desde las Geophytas hasta las Fanerophyta, incluyendo las epífitas y las lianas, así mismo, con representantes de las cuatro clases que conforman la División Pteridophyta con las familias, desde las más primitivas, como Psilotaceae, Equisetaceae, Selaginellaceae, Ophioglossaceae, Osmundaceae y Marattiaceae, hasta las más evolucionadas. 
Junto con los helechos hay un gran número de plantas acompañantes propias de su hábitat tales como Araceae, Bromeliaceae, Cycadaceae, Gesneriaceae, Orchidaceae, que se disponen en los troncos y ramas de árboles, tal como se encuentran en la naturaleza.
Entre las secciones expositivas, son de destacar:
- Helechos arborescentes
- Helechos cultivados
- Helechos de paredes calizas
- Helechos acuáticos y palustres
- Umbráculo, con una superficie de 500 m² y una gran parte de las especies
- Herbario con 5 000 pliegos